# Бэрри, Чарлз
Чарлз Бэрри (англ. Charles Barry, 23 мая 1795, Лондон — 12 мая 1860, Лондон) — английский архитектор викторианского стиля эпохи историзма, известен прежде всего как автор проекта восстановления Вестминстерского дворца (здание Парламента) в Лондоне в середине XIX века. Он знаменит своим вкладом в развитие итальянской архитектуры в Великобритании, в частности его творчество характеризуется использованием палаццо как основы для проектирования загородных домов, городских усадеб и общественных зданий.

## Жизнь и творчество
Чарлз Бэрри родился 23 мая 1795 года на Bridge Street в месте, напротив которого впоследствии будет возведена Часовая башня Вестминстерского дворца. Он был четвёртым сыном книготорговца Вальтера Эдварда Бэрри и Френсис Бэрри из Maybank. Чарльз был крещён в церкви Святой Маргариты в Вестминстерском аббатстве. Мать умерла в 1798 году, когда ему было чуть больше трех лет. Получив образование в частных школах в Хометен и Аспли Гайс , в возрасте 15 лет он стал учеником у архитекторов и геодезистов Middleton & Bailey. Ежегодно, с 1812 по 1815 года, он выставлял свои рисунки в Королевской академии художеств. После смерти своего отца в 1805 году Бэрри получил наследство, позволившее ему по окончании учёбы отправиться в Гранд-тур по средиземноморью и ближнему востоку 28 июня 1817.
Первым этапом его экспедиции стала Франция, где только в одном музее Лувра он пробыл несколько дней. Путешествуя по Италии он делал зарисовки античных руин в Риме, Неаполе и Помпеях. Следующим этапом поездки стала Греция, маршрут пролегал через горы Парнас, Дельфы, Киклады, и далее через Константинополь, где Бэрри особо отметил красоту архитектуры собора святой Софии, в Троаду, Пергам и в Смирну. И нигде Бэрри не расставался с карандашом, делая наброски и зарисовки с античных скульптур, известных картин и зданий мира.
В Афинах Чарльзом были продемонстрированы рисунки, сделанные во время экспедиции, мистеру Д. Бейли, который высоко оценил проделанную работу и сделал Бэрри предложение продолжить путешествие с ним по Египту, Сирии и Палестине с оплатой £200 в год, плюс оплата всех расходов, в обмен на зарисовки из стран, которые они посетят. В Египте их маршрут прошёл вверх по Нилу за Фивы в руины храмов Дандара, Эдфу, Луксор и Карнак, затем обратно в Каир, в Гизу, к пирамидам. Путешествие продолжилось через Ближний Восток, где значимыми остановками стали: Яффа, Мертвое море, Иерусалим, включая Храм Гроба Господня, Вифлеем, Баальбек, Джараш, Бейрут, Дамаск и Пальмира. Дальнейший путь был проложен через Кипр, а затем на остров Родос, в Эфес, Смирну, откуда он отплыл 16 августа 1819 на Мальту. Потом в Сиракузы, и через Сицилию в Италию. В течение следующих месяцев изучал архитектуру Флоренции, Венеции и Вероны. Вернулся домой только в августе 1820 г. через Францию.

## Начало карьеры
Говоря о работах Бэрри необходимо несколько отклониться от хронологической последовательности и сгруппировать их по стилю отчасти для того, чтобы отметить изменения, происходившие в его творчестве. Являясь ведущей фигурой в развитии Викторианского архитектурного стиля (англо-итальянской моды), Бэрри также был специалистом в стилистических направлениях начиная от итальянского ренессанса и готики, и заканчивая архитектурой Елизаветинского времени. Эти знания позволяли архитектору формировать более разнообразные и живописные архитектурные композиции.
Во время своего путешествия он сумел наладить знакомство с Генри Вассалл-Фоксом, 3-м бароном Холландом, и его женой Элизабет Фокс, баронессой Холланд . Они жили в Лондоне в Холланд-хаус, являвшемся центром партии Вигов. Бэрри будучи сторонником Либеральной партии Великобритании, преемницей партии Вигов, был частым гостем этого дома. По этому он познакомился со многими видными членами организации, что впоследствии позволило ему получить немало заказов на строительство. Благодаря знакомству своей невесты с английским архитектором-палладианцем Джоном Соуном был порекомендован для строительства церкви Комиссионеров. Она была выполнена в неоготическом стиле. А следом за ней две в Ланкашире: церковь святого Матфея, в Кэмпфилд в Манчестере (1821—1822) и церковь Всех Святых, в Уайтфилд (1822—1825). Бэрри разработал три церкви в Ислингтон: Святой троицы, Святого Иоанна и Святого Павла, в аналогичном готическом стиле. Затем в 1824 г. возводятся две церкви снова в Ланкашире, но уже не по заказу Комиссионеров: Церковь Св. Спасителя в Рингли и Унитарианскую церковь, на Верхней Брук-стрит (1837—1839).
Следующей примечательной постройкой стал проект готической церкви Св. Петра в Брайтоне (1824—1828), право на разработку которого было выиграно в архитектурном конкурсе. За ней по проекту Бэрри построили гимназию короля Эдуарда в Бирмингеме, церковь Святого Андрея на улице Ватерлоо в Хов, Восточный Сассекс (1827-28); И хотя план здания повторяет черты георгианской архитектуры, в архитектурном убранстве здания использованы черты и приёмы итальянизированной архитектуры.
Его первой крупной гражданской постройкой стал проект нового Манчестерского королевского института (1824—1835) для просвещения (ныне часть Галереи искусств Манчестера) в неогреческом стиле. В аналогичной стилистике по его проекту был возведён Байл Хилл Хаус (1825) в Салфорде на северо-западе Англии. Королевский Госпиталь Графства Сассекс был возведён по проекту Бэрри в 1828 г. в строгом классическом стиле. Для Королевского парка в Брайтоне возводятся Вилла Томаса Эттри и водонапорная башня Пеперпот (1830).
Творческая позиция архитектора была двойственной. Известный мастер неоготики, он в 1830—1832 годах строит здание Клуба путешественников в Пэлл-Мэлл. Этот проект стал попыткой вернуться к палладианскому стилю с характерными для него колоннами и пилястрами большого ордера. Клуб был свободной вариацией на тему римского палаццо, с помещениями, расположенными вокруг центрального открытого двора. Во внешнем облике клуба чувствуется непосредственное влияние архитектурного образа знаменитого флорентийского палаццо Пандольфини.
Затем по проекту Бэрри была возведена школа короля Эдуарда в Бирмингеме (1833—1837). Во время возведения школы Бэрри впервые работал совместно с Августом Уэлби Пьюджином, помогавшим проектировать интерьеры здания.
Его последняя работой в Манчестере стал итальянский Манчестерский Атенеум (1837—1839), который в настоящий момент является частью Галереи искусств Манчестера. За период 1835—1837 им была перестроена Королевская коллегия хирургов Англии в Линкольн Инн Филдс, в Вестминстере. Он сохранил портик от более раннего здания (1806-13), разработанный Джорджем Дансем Младшим.
Клуб путешественников долгое время считался красивейшим зданием подобного рода в Лондоне, пока его не превзошло здание Клуба реформ (1837—1840), проект которого получил первое место на конкурсе в Пэлл-Мэлл в Лондоне. Спроектированное Бэрри с учётом новейшей строительной технологии, в нём ещё более ясно проявилось увлечение автора творчеством итальянских мастеров высокого Ренессанса. Это одно из его лучших общественных зданий, отличающиеся двухсветным центральным залом, с остеклённой кровлей, прообразом которого послужило палаццо Фарнези, его любимое здание в Риме. Строительство и оформление зданий целого ряда клубов принесли архитектору широкую известность.

## Работа над загородными домами
Одним из главных направлений карьеры Чарлза Бэрри была реконструкция старинных загородных домов. Его первым крупным заказом стала перестройка Поместья Трентхэм в Стаффордшире (1834—1840). Дом был перестроен в итальянском стиле с достройкой большой башни (часто включаемой Бэрри в проекты загородных домов). Также был возведён итальянский сад, с клумбами и фонтанами, в значительной степени разрушенный в 1912 году.
В это же время он работал над такими объектами как: Баувудский дом в Уилтшире (1834—1838), Лансдонский памятник (1845), Уолтонский дом (1835—1839) в Уолтон-на-Темзе и Кингстон-Лейси (1835—1838), сэра Роджера Прэтта.
Замок Хайклер, в Хэмпшире (1842—1850) с большой башней был перестроен в елизаветинском стиле для Генри Герберта, 3-го графа Карнарвона. Внешний вид дома не сохранился до наших дней в результате разграбления в 1842 году. Рассказывают, что 3-й граф Карнарвон в 1838 году попросил Бэрри превратить дом в большой особняк, который бы поразил мир. В итоге, когда член парламента Бенджамин Дизраэли увидел Хайклер, он воскликнул: «Как театрально! Как театрально!».
В Данкомбском парке в Йоркшире, по проекту Бэрри были возведены боковые крылья (1843—1846) в стиле английского барокко. Был переоборудован Замок Данробин в Сазерленде, Шотландия (1844—1848) в стиле шотландских баронов для Джорджа Сазерленда. Был полностью перестроен Тренэемский зал. Вследствие пожара в начале XX века до наших дней дошла лишь малая часть интерьеров Бэрри.
В Шрабленд Холле в 1849—1854 годах перестроили башню, Въездную арку, нижний зал с колоннами коринфского ордера и стеклянными куполами, а также впечатляющие сады, выполненные в стилистике итальянской эпохи Возрождения. Семидесятифутовые террасы были соединены большой лестницей с открытой часовней на вершине. По главной композиционной оси террасы устроены сады почти в милю длиной.
По проекту Бэрри был отремонтирован зал Готорп в Елизаветинском доме, расположенный к юго-востоку от городка Падиэм, в городке Бернли, Ланкашир, Англия. Первоначально башня XIV века строилась для защиты от вторжения шотландцев. Зал сегодня представляет собой перестроенный интерьер дома, в убранстве которого используется оригинальный стиль эпохи королевы Елизаветы (1850—1852).
Одна из самых крупных работ — реконструкция Кливдена. Так как предыдущее здание сгорело, Бэрри возвёл в 1850—1851 гг. новый центральный корпус, поднявшийся на три этажа в итальянском стиле. Нижний этаж оформляется закрытой аркадой, а два верхних этажа оформлены ионическими пилястрами большого ордера. На сегодняшний день некоторые из интерьеров Бэрри уцелели после реконструкции.

## Поздние городские работы
По проекту Чарлза Бэрри на Трафальгарской площади (по планировкам Джона Нэша) в 1840—1845 были возведены в северной части терраса с уступами в обе стороны, наклонные стены с восточной и западной стороны, два бассейна и фонтаны.
Согласно замыслу Бэрри по углам площади были установлены четыре пьедестала для памятников знаменитым британцам. На двух пьедесталах к югу от «колонны Нельсона» сегодня красуются два генерала, два покорителя Индии — Генри Хавилок и Чарльз Напье. В северо-восточном углу площади стоит конная скульптура английского короля, в чье правление прошла Трафальгарская битва — Георга Четвёртого. Северо-западный пьедестал уже более 160 лет пустует.
Бэрри получил заказ на проектирование фасада Пентонвильской тюрьмы (1840—1842), созданной Джошуа Джеббом.
Казначейство (сейчас Кабинет министров) на Уайтхолл, построенное Джоном Соаном (1824—1826) было практически восстановлено Бэрри в 1844—1847 годах Фасад оформлен 23 оконными проёмами, расположенными во 2-м и 3-м этажах. Первый этаж рустован и выполняет роль пьедестала для коринфских колонн большого ордера в простенках. Крыша венчается балюстрадой.
Брайтуоте Хаус (1845—1864), Вестминстер (Лондон) построен для Фрэнсиса Эгертона, 1-го графа Элсмира, в итальянском стиле. Постройка была завершена к 1848 году, однако внутреннюю отделку закончили только к 1864 году. Главный 144-футовый южный фасад состоит из девяти рядов окон. Интерьеры сохранились везде, кроме взорванного северного крыла. Центральный зал представляет собой двухэтажный крытый двор, с аркадами-лоджиями на каждом этаже. Стены облицованы декоративной штукатуркой, имитирующей мрамор. Конструкция потолка прорезана тремя светопрозрачными куполами.
Последним крупным заказом Бэрри стала Галифаксская ратуша (1859—1862), выполненная в стиле североитальянского Чинквеченто, со шпилем на большой башне. Строительство было завершено после смерти Бэрри его сыном Эдвардом Мидлтоном Бэрри.
Наиболее значимым неосуществлённым проектом Бэрри стали: суд Курт (1840—1841). Прямоугольное в плане здание согласно проекту должно было быть более чем триста футов в длину. Фасады оформлялись портиками римско-дорического ордера. Холл должен был приводить в большой центральный зал, окруженный двенадцатью залами судебных заседаний, которые в свою очередь, были окружены вспомогательными помещениями. Этот проект входил в комплексный план реконструкции большей части Уайтхолла, набережной реки Темзы, на обеих сторонах реки, в районах к северу и к югу от Вестминстерского дворца. Эта задумка была реализована только частично, в виде набережной Виктории и Альберта. Три новых моста через Темзу, огромный отель, где позже был построен вокзал Чаринг-Кросс, расширение Лондонской национальной галереи и новые здания вокруг Трафальгарской площади по новой насыпи, а также по недавно созданной улице Виктории. Самое крупное из предлагаемых зданий было бы больше Вестминстерского дворца. Планировалось что это будет здание правительственных учреждений. Оно охватывало бы территорию от площади конной гвардии по Даунинг-стрит и здания иностранных дел по делам Содружества и Министерства финансов на Уайтхолле до Парламентской площади. Задумка заключалась в том, чтобы вместить все ведомства, кроме Адмиралтейства в это здание. Проект выполненный в классическом стиле включал в себя уже существующее здание казначейства Бэрри.

## Вестминстерский дворец
Главным и самым замечательным сооружением Бэрри стало здание нового парламента — Вестминстерский дворец в Лондоне, выполненный им совместно с архитектором Огастесом Уэлби Пьюджином в 1836 году и заложенный 27 апреля 1840 года. Старинное здание Вестминстерского дворца сгорело во время пожара 16 октября 1834 года. Нужно было строить новый дворец, и в 1835 году был объявлен конкурс, по условиям которого принимались проекты только в стиле елизаветинского времени или псевдоготики. Из девяноста семи проектов, представленных на конкурс, в готическом стиле был исполнен девяносто один. В январе 1836 Бэрри был объявлен победителем. В 1837 году началось сооружение террасы, отодвинувшей береговую линию Темзы, а ещё через три года жена Бэрри положила первый камень в основание нового дворца.
Проект включал в себя те части здания, которые избежали уничтожения. Это прежде всего Вестминстер-холл, прилегающий двухэтажных монастырь Святого Стефана и склеп часовни Св. Стефана. Композиционная планировка дворца формируется параллельно реке Темзе. Однако уцелевшие здания, построенные под небольшим углом к реке, несколько исказили осевую композицию плана. В процессе строительства первоначальный проект претерпел значительные изменения: согласно ему спроектированный фасад был в длину — лишь 2/3 от длины запланированного. Центральное фойе и башня были добавлены позже, также как и обширный королевский зал в южной части здания.

Здание парламента — наиболее значительное творение архитектора Бэрри. И хотя оно вызвало самые противоречивые суждения и оценки, это не помешало ему сразу же стать одной из достопримечательностей города. Обращает на себя внимание верно найденная соразмерность основных объёмов столь значительного по своим масштабам сооружения. Если смотреть на него издали, неизменно производит большое впечатление почти классическая строгость и широкий размах его фасадов, и при этом — живописность его очертаний в целом. Могучая, в плане квадратная, башня Виктории и огромная часовая башня, асимметрично расположенные в северной и южной частях дворца, придают ему неповторимое своеобразие. Вместе с небольшой башенкой со шпилем, помещенной над центральным залом, они не только украшают его, но и своей высотой уравновешивают огромную протяженность фасадов.
С 1 сентября 1837 началась работа по строительству 920-футовой плотины вдоль реки. Строительство набережной началось в первый день Нового Года 1839. На первом этапе строительства было необходимо создать огромную бетонную плиту для фундамента. 70 000 кубических ярдов бетона были залиты на искусственно вырытую площадку. Башня Виктории оказалась расположенной на плывунах, что потребовало использовать свайный фундамент. Строительные материалы доставляли по реке и складывали на набережной. Для каменных работ были выбраны известняк и доломит. Эти материалы оказались наиболее устойчивыми к разрушительному воздействию угольной гари и пыли. Городской воздух в XIX веке был насыщен дымом и копотью. Камень для отделки фасадов добывался в Анстоне, в Йоркшире. Внутренняя часть стены состоит из кирпича. Для противопожарной безопасности деревянные элементы использовались лишь в декоративных целях. Все же несущие горизонтальные конструкции делались из чугуна, например, крыши здания состоят из чугунных балок, покрытых листами железа. Чугунные балки также использовались в качестве ригелей для поддержания этажей, во внутренней структуре часовой башни и башни Виктории. Бэрри и его инженеры при строительстве Парламента использовали множество технических новшеств: передвижные краны, сборные строительные леса, бетономешалки и лебедки, приводимые в движение паром.
Альфред Мизон был ответственен за разработку лесов, подъемников и кранов, используемых в строительстве. Одной из лучших разработок были леса, использовавшиеся для создания трех главных башен. В центральной башне они разработали внутренние вращающийся леса, окружённые деревянным кружалом, поддерживающим кладку свода центрального вестибюля, с пролётом длиной в 17,5 м, в сочетании с внешними деревянными лесами, оборудованными портативным паровым двигателем поднимающим камни на вершину. Во время строительства башен Виктории и Биг-Бена, было решено использовать только внутренние леса, возводимые вместе со стенами.
Работы по основной части здания начались 27 апреля 1840.
Одной из основных проблем для Бэрри стало назначение 1 апреля 1840 г. эксперта по коммуникациям — доктора Дэвида Рида Босуэлла, который охарактеризовал Бэрри как «.. человека, создающего впечатление не компетентного специалиста, не ознакомившегося с практическими деталями здания и оборудования» Его вмешательство привело к задержкам в строительстве, а в 1845 г. Бэрри вообще отказался общаться с Ридом, кроме как в письменной форме. Центральная башня появилась вопреки замыслу Бэрри — её спроектировал Босуэлл. Эта башня служит естественной вытяжкой для всего здания. Кровельное покрытие из чугунных плит опирается на чугунные балки, положенные на стены. Отфильтрованный дым и нагретый воздух подаются по системе отопления из нижних помещений в верхние и выходят наружу через вентиляционные отверстия на крыше.

Башня Виктории, поднявшаяся на высоту в 98,45 м, оформляет королевский вход в парламент. Во время сессии на ней поднимают британский государственный флаг. Часовая башня имеет высоту 96,3 м. На ней установлен часовой механизм, отличающийся большой точностью. Можно сказать, что это «главные часы» государства. Огромный, специально отлитый для башни колокол «Биг Бен» (Большой Бон), весом 13,5 тонны, отбивает часы. Палата лордов была завершена в апреле 1847 (габарит 27,4 х 13,7м), а Палата общин была закончена только в 1852 году. Часовая башня была завершена в 1858 году, а башня Виктории в 1860 году. Башню Виктории венчает железный флагшток, сужающийся с двух футов до девяти дюймов в диаметре и, завершающую шпиль металлическую корону с диаметром в 1 м. Дворец занимает около восьми акров земли и имеет более чем 1000 комнат. Позже Пьюджин, покинув стройку, сказал: «Все греческие, сэр Тюдор, классические постройки, по существу, имеют симметричный план», а река перед зданием была оскорбительна для вкуса Пьюджина, работающего в стиле средневековых готических зданий.
Итоговый план здания строится вокруг двух основных осей.
Северную часть здания, осененную башней Виктории, занимают палата лордов и помещения, связанные с ней парламентским церемониалом. К ним относятся: пышная Королевская галерея, рассчитанная на парадные процессии; комната, в которой облачают королеву для её торжественного появления в парламенте; лобби, в дословном переводе с английского — зал ожиданий, а фактически — кулуары, зал для обмена мнениями, принятия частных решений. Тем же термином на парламентском жаргоне обозначают группу деятелей, которые в своих интересах оказывают давление на депутатов. К северо-западу от комнаты Королевы, есть крыльцо Норманна западнее которого находится лестница, ведущая вниз, в Королевский вход, расположенный непосредственно под башней Виктории. Восточнее центрального коридора находится столовая, прямо по центральной оси восточного фасада. К северу от Столовой находится библиотека Палаты общин, а в северной части Восточного фронта находится дом Спикера Палаты Общин.
В южной половине дворца, рядом с «Биг-Беном», расположен зал палаты общин. Тут же холл палаты общин, помещения для голосования, резиденция спикера.
Коридоры соединяют эти важнейшие части Вестминстерского дворца с Центральным залом, занимающим середину здания и служащим своего рода приемной, местом общения членов парламента с «внешним миром». В этом зале почти всегда царит оживление. Депутаты принимают петиции от своих избирателей. Журналисты, узнав последние парламентские новости, сразу же из многочисленных телефонных будок сообщают их своим агентствам. Здесь много публики, туристов.
Отсюда коридор ведет в зал св. Стефана, построенный на месте уничтоженной пожаром капеллы. С возвышения в конце зала открывается лучший вид на интерьер Вестминстер-холла.
Первое заседание палаты пэров состоялось во вновь отстроенном здании в 1847 году, а в 1862 году последовало освящение всего здания парламента. Но Чарлз Бэрри этого уже не увидел — он умер в Клэпхэме 12 мая 1860 года. За строительство здания парламента Бэрри получил звание эсквайра.
Наибольший интерес представляет интерьер палаты лордов. Декоративные приемы, встречающиеся во внутренней отделке всего дворца, достигают здесь своей кульминации. Потолок сплошь покрыт изображением геральдических птиц, зверей, цветов и т. п. Стены облицованы деревянными резными панелями, над которыми расположены шесть фресок. Восемнадцать бронзовых статуй баронов, добившихся у короля Иоанна Великой хартии вольностей, стоят в нишах между окнами, взирая на инкрустированный балдахин королевского трона, на ряды скамей, обтянутых ярко-красной кожей, на знаменитый диван лорда-канцлера.
Помощником при возведении здания парламента был его сын — Эдвард-Миддлтон, родившийся в 1830 году. Именно он завершал строительство здания. Эдвард, также как и отец, добился больших успехов — стал профессором архитектуры Королевской академии. Главные его работы — Ковентгарденский театр, оперный театр на острове Мальте, городская мэрия в Галифаксе.

## Профессиональная жизнь
Бэрри был назначен архитектором колледжа недвижимости Далидж с 1830 по 1858 год. В декабре 1834 Бэрри принял участие в первом заседании Королевского института британских архитекторов, где был выбран членом R.I.B.A., а затем занимал должность вице-президента, но уже к 1859 году отказался от председательства. Бэрри также работал в Королевской Комиссии, разрабатывавшей планы Всемирной выставки 1851 года. В 1852 году он стал экспертом в Комитете конкурса на проектирование Лидс Таун Холла. Бэрри провёл два месяца в Париже в 1855 году, где представлял вместе со своим другом и товарищем архитектором Чарльзом Робертом Кокереллом, английскую часть жюри на Всемирной выставке 1855 года.
Бэрри был активным членом Королевской академии художеств, и принимал участие в пересмотре архитектурных программ на 1856 год.
Многие архитекторы могут считать себя учениками сэра Чарльза Бэрри — Джон Хейворд, Джон Гибсон, Джордж Сомерс Ли Кларк, A Чатвин. Сыновья, Чарльз Бэрри и Эдвард Мидлтон Бэрри также пошли по стопам своего знаменитого и талантливого отца Кроме того Бэрри имел несколько помощников, которые работали на него в разное время. Среди них были Роберт Ричардсон, Томас Эллом, Питер Керр и Класс Белл.

## Награды и признание
- Бэрри являлся членом-корреспондентом Королевской академии художеств с 1840 г.
- Член Академий художеств Стокгольма, Санкт-Петербурга, Брюсселя и Рима.
- 10 февраля 1842 г. Бэрри избран академиком Королевской академии художеств.
- Член Лондонского королевского общества с 1849 года.
- В 1850 году был награждён Золотой медалью Королевского института британских архитекторов, которая была вручена ему 3 июня Томасом де Грей, 2-м графом де Грей, президентом института.
- В 1852 году Бэрри был посвящён в рыцари королевой Викторией в Виндзорском замке.
- После основания Американского института архитекторов в 1857 году Бэрри был избран его членом.

## Личная жизнь и новое поколение
Бэрри не любил жить вдали от Лондона, ему не нравилась жизнь в деревне, он предпочитал суету и общество города. Предпочитал работать утром, но был рад, посидеть с компанией, почитать книгу или поговорить. У него была неприязнь к публичным показам. Он считал это пустой тратой времени. Предпочитал науку литературе, часто посещал вечерние лекции, проходившие по пятницам в Королевском институте.
Бэрри был помолвлен с Сарой Розвелль (1798—1882). В 1817 году, они поженились и в дальнейшем воспитали семерых детей.
Четверо из пяти сыновей сэра Чарльза Бэрри пошли по его стопам. Старший сын Чарльз Бэрри (младший) (1823—1900), перестроил Burlington House (дом Королевской академии) на центральном лондонском Пикадилли; Эдвард Мидлтон Бэрри (1830—1880) пошёл по стопам отца и тоже стал архитектором. Он завершил здание Парламента, Годфри Вальтер Бэрри (1834—1868) стал землемером, сэр Джон Вулф-Бэрри (1836—1918) был инженером Тауэрского моста и Блэкфраэского железнодорожного моста. Эдвард и Чарльз также сотрудничали в разработке Great Hotel в Восточном Лондоне на станции Liverpool Street.
Его второй сын, преподобный Альфред Бэрри (1826—1910), стал священником. Он был директором Лидской гимназии с 1854 по 1862 год и Шелтенхамского колледжа с 1862 по 1868 год. Позже Альфред стал третьим епископом в Сиднее в Австралии. Он написал 400-страничную биографию своего отца («Жизнь и творчество сэра Чарльза Бэрри» R.A., F.R.S.), которая была опубликована в 1867 году.
У Бэрри было две дочери — Эмили Бэрри (1828—1886) и Аделаида Сара Бэрри (1841—1907).
Его внук, Артур Джон Бэрри, инженер-строитель и архитектор, был сыном Чарльза Бэрри-младшего и его учеником, а затем партнером сэра Джона Вулф-Бэрри. Автор железнодорожного строительства в Китае. Принимал участие в значительных инфраструктурных проектах в Индии, Китае, Таиланде и Египте. Он был последним архитектором в поколении Бэрри — архитектурной и инженерной династии.

## Смерть и похороны
С 1837 Бэрри страдал от внезапных приступов болезни. 12 мая 1860 г. вечером, в своем доме у Бэрри случился сильный сердечный приступ, вскоре после которого он скончался.
Его похороны состоялись в 1:00 22 мая в Вестминстерском аббатстве.
Хардман и Ко сделали Монументальную латунную табличку на могиле Бэрри в нефе в Вестминстерском аббатстве. На ней изображены башня Виктории и план Вестминстерского дворца, поддерживаемые большим христианским крестом, несущим символы пасхального Агнца и четырёх евангелистов, а на стебле изображены розы, листья, решетка и надпись:
«Священная память сэру Чарлзу Бэрри, Рыцарю RAFRS, архитектору Нового Вестминстерского дворца и других зданий. Умершему 12 мая н. э. в возрасте 64 лет и похороненного под этим крестом.»
Ниже, вдоль края надпись:
«Всё, что вы делаете, делайте от души, как для Господа, а не пред людьми, ибо вы служите Господу Христу. Послание к Колоссянам III.23.24».

## Приложение
- Книга
- Клуб Путешественников. План
- Клуб Реформ. План
- Bridgewater House. (1845-1864)
- Гимназия короля Эдуарда в Бирмингеме. План (1833-1837)
- Гимназия короля Эдуарда в Бирмингеме. (1833-1837)
- Королевская коллегия хирургов Англии
- Замок Хайклер, Хэмпшир (до реконструкции)
- Замок Хайклер, Хэмпшир (1842-1850)
- Кливден (1850-1851)
- Кливден. План (1850-1851)
- Gawthorpe Hall
- Трентам Холл в Стаффордшире (1834-1840)
- Трентам Холл в Стаффордшире (1834-1840)
- Шрабленд парк, Йоркшир (1849-1854)
- поместье Кэнфорд. План (ныне школа Кэнфорд)
- поместье Кэнфорд (ныне школа Кэнфорд)
- Казначейство. Уайтхолл (до реконструкции)
- Казначейство. Уайтхолл. 1844-1847гг.
- Проект Вестминстерского Дворца
- Проект улицы Пэлл-Мэлл
- Проект хрустального дворца Бэрри
- Clumber house, Nottinghamshire.
- Clumber house, Nottinghamshire.План.
- Clumber house, Nottinghamshire.
- Проект развития фрагмента территории района Вестминстер